# کلیدگذاری تغییر دامنه
کلیدزنی تغییر دامنه (به انگلیسی: Amplitude-shift keying مخفف: ASK) یک روش مدولاسیون دامنه است که داده‌های دیجیتال را با تغییر دامنۀ موج حامل ارسال می‌کند. مثلاً در سیستم ASK دودویی (Binary ASK)، اگر داده 1 باشد آنگاه سیگنال حامل ارسال خواهد شد. درغیراین‌صورت (که داده 0 است) سیگنالی ارسال نخواهد شد.
هر سبک مدولاسیون دیجیتال از تعداد محدودی سیگنال بهره می‌گیرد تا داده‌های دیجیتال را ارسال کند. ASK نیز از شمار محدودی دامنه استفاده می‌کند که هرکدام به یک الگوی منحصر به فرد اعداد دودویی اختصاص داده شده. معمولاً هر دامنه شمار برابری از بیت‌ها را نمایندگی می‌کند.